# Пряхин, Сергей Александрович
Серге́й Алекса́ндрович Пря́хин (род. 16 декабря 2002, Балаково, Саратовская область) — российский футболист, полузащитник клуба «Балтика». Мастер спорта России (2025).

## Биография
Уроженец Балаково. Футболом начал заниматься в местной ДЮСШ.
Летом 2018 года перешёл в академию московского ЦСКА.
В составе молодёжной команды армейского клуба дважды становился победителем молодёжного первенства - в сезонах 2018/19 и 2020/21. В сезоне 2019/20 стал серебряным призёром.
6 июля 2021 года был арендован московским «Кайратом». 14 июля дебютировал за клуб в Кубке России в матче против «Кванта». 
25 июня 2022 года на правах аренды с правом выкупа пополнил клуб «Балтика». Дебют в Первой лиге состоялся в матче против «Волгаря». По итогам сезона 2022/23 стал серебряным призёром.
16 июня 2023 клуб воспользовался приоритетным правом выкупа, вследствие чего был подписан трёхлетний контракт.
23 июля 2023 года дебютировал в РПЛ, выйдя с первых минут в матче против «Сочи». 
В сезоне 2024/25 стал победителем Первой лиги.

## Статистика выступлений
| Выступление      | Выступление       | Выступление      | Лига | Лига | Кубки | Кубки | Итого | Итого |
| Клуб             | Лига              | Сезон            | Игры | Голы | Игры  | Голы  | Игры  | Голы  |
| ---------------- | ----------------- | ---------------- | ---- | ---- | ----- | ----- | ----- | ----- |
| → Кайрат         | Второй дивизион   | 2021/22          | 28   | 2    | 4     | 0     | 32    | 2     |
| → Кайрат         | Итого             | Итого            | 28   | 2    | 4     | 0     | 32    | 2     |
| → Балтика        | Первая лига       | 2022/23          | 28   | 4    | 1     | 0     | 29    | 4     |
| → Балтика        | Итого             | Итого            | 28   | 4    | 1     | 0     | 29    | 4     |
| → Балтика-БФУ    | Вторая лига       | 2022/23          | 1    | 0    | —     | —     | 1     | 0     |
| → Балтика-БФУ    | Итого             | Итого            | 1    | 0    | —     | —     | 1     | 0     |
| Балтика          | РПЛ               | 2023/24          | 18   | 1    | 6     | 0     | 24    | 1     |
| Балтика          | Первая лига       | 2024/25          | 31   | 6    | 0     | 0     | 31    | 6     |
| Балтика          | РПЛ               | 2025/26          | 2    | 0    | 0     | 0     | 2     | 0     |
| Балтика          | Итого             | Итого            | 51   | 7    | 6     | 0     | 57    | 7     |
| → Балтика-БФУ    | Вторая лига («Б») | 2024             | 1    | 2    | —     | —     | 1     | 2     |
| → Балтика-БФУ    | Итого             | Итого            | 1    | 2    | —     | —     | 1     | 2     |
| Всего за карьеру | Всего за карьеру  | Всего за карьеру | 109  | 15   | 11    | 0     | 120   | 15    |

## Достижения
ЦСКА
- Победитель молодёжного первенства России (2): 2018/19, 2020/21
- Серебряный призёр молодёжного первенства России: 2019/20
- Итого : 2 трофея

«Балтика»
- Победитель Первой лиги: 2024/25
- Серебряный призёр Первой лиги: 2022/23
- Финалист Кубка России: 2023/24
- Итого : 1 трофей